# Georgi Lumparov
Georgi Lumparov, né le 26 novembre 1996 à Sandanski, est un coureur cycliste bulgare.

## Biographie
Georgi Lumparov est originaire de Sandanski. Cycliste amateur, il travaille dans le domaine de l'immobilier sur ses terres natales, lorsqu'il ne participe pas à des compétitions sportives. Il exerce actuellement le métier d'entrepreneur pour une agence affiliée à la société RE/MAX,.
En 2020, il représente son pays aux championnats d'Europe sur piste, où il se classe dix-neuvième du kilomètre et de la vitesse. Deux ans plus tard, il termine notamment cinquième d'une étape du Tour d'Albanie. Il devient ensuite champion national et vice-champion des Balkans dans la vitesse par équipes en 2023. 
Lors de la saison 2024, il est sacré champion de Bulgarie sur route.

## Palmarès sur route
- 2024
  -  Champion de Bulgarie sur route
  - 3e du championnat de Bulgarie du contre-la-montre

## Palmarès sur piste

### Championnats des Balkans
- 2023
  -  Médaillé d'argent de la vitesse par équipes

### Championnats nationaux
- 2023
  -  Champion de Bulgarie de vitesse par équipes (avec Yordan Petrov et Hristo Gechev)
  - 2e du championnat de Bulgarie du kilomètre
  - 2e du championnat de Bulgarie de keirin
  - 2e du championnat de Bulgarie de poursuite par équipes
  - 3e du championnat de Bulgarie de vitesse
  - 3e du championnat de Bulgarie de l'américaine